# Folkförsamlingen (Syrien)
Syriens folkförsamling eller bara folkförsamlingen (arabiska: مَجْلِس الشَّعْب) är Syriens lagstiftande församling (parlament). 
Sedan al-Assad-regimens störtande i december 2024, så har folkförsamlingen förblivit upplöst, men  den syriska övergångsregeringen ämnar att återetablera folkförsamlingen, i enlighet med bestämmelserna inom Syriens övergångsförfattning.